# Torre de Jericó
La torre de Jericó és una estructura de pedra de 8,5 metres d'alçada construïda durant el període neolític preceràmic A, al voltant de l'any 8000 aC. Fins als descobriments de Göbekli Tepe i de la torre de Tell Qaramel, es considerava el primer edifici de pedra i la primera obra d'arquitectura monumental de la història.

La torre destaca la importància de Jericó per a la comprensió dels patrons d'assentament en el període sultanià al Llevant meridional.

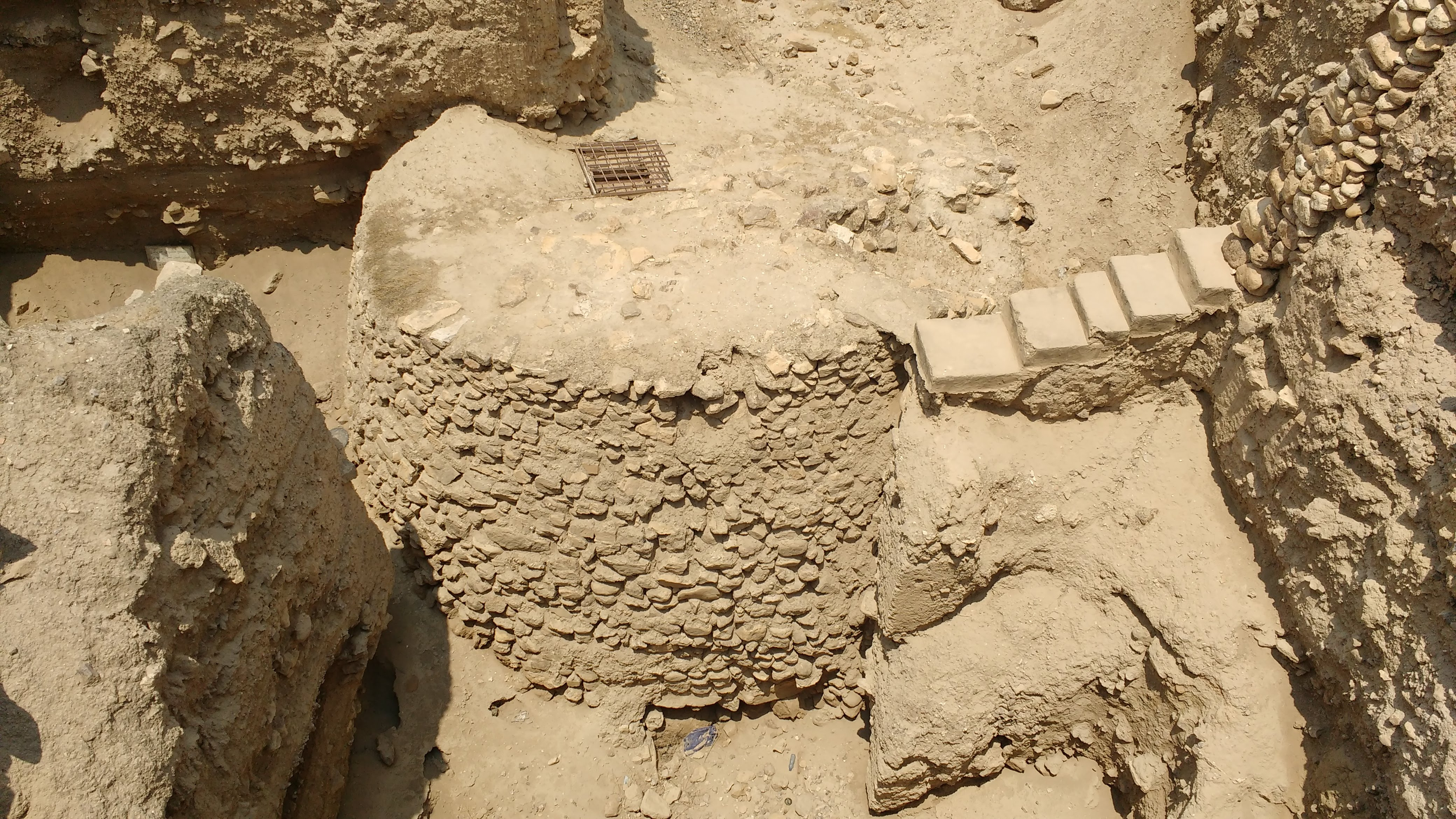
Torre de Jericó.

## Recerca
L'antiga muralla de Jericó va ser descoberta per John Garstang durant les excavacions de 1930 a 1936; les va datar cap al 1400 aC i va suggerir que eren les descrites al Llibre de Josuè de la Bíblia. Kathleen Kenyon va descobrir la torre construïda contra la paret a l'interior de la ciutat durant les excavacions del període 1952-1958. Kenyon va aportar proves que ambdues construccions eren molt més antigues, del Neolític, i formaven part d'una primera època preurbana.

## Estructura
La torre es va construir a pedra vista, amb una escala interior de vint-i-dos graons. De forma cònica, la torre té gairebé 9 metres de diàmetre a la base, i disminueix a 7 metres a la part superior. Les parets tenen aproximadament 1,5 metres de gruix. Es calcula que la construcció de la torre va durar uns 11.000 dies laborables.

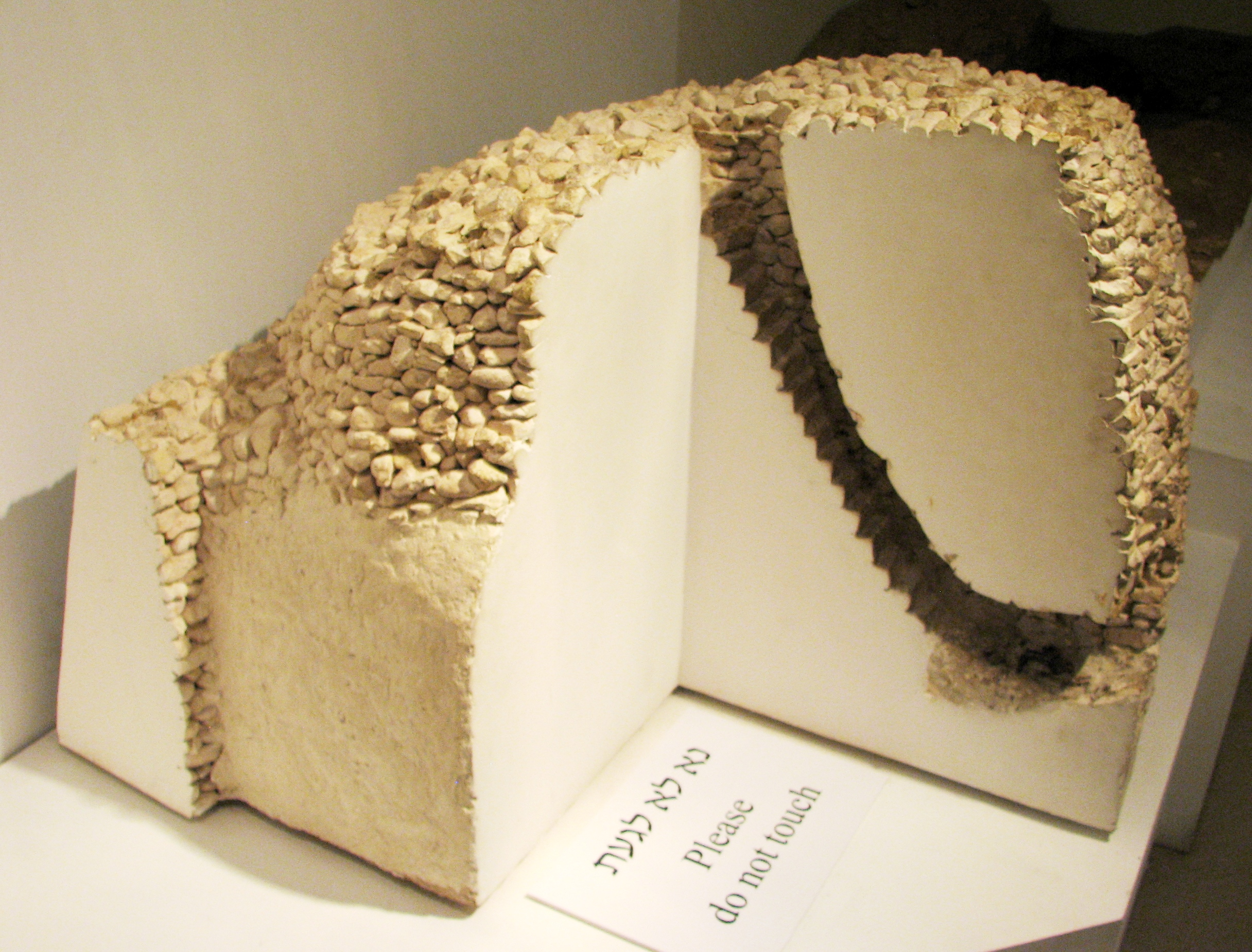
Secció de la torre amb el passadís interior.

## Ús
Els estudis de Ran Barkai i Roy Liran de la Universitat de Tel-Aviv publicats el 2011 van suggerir propòsits astronòmics i socials en la construcció de la torre. Mostrat com a un primer exemple d'arqueoastronomia, van utilitzar el modelatge per ordinador per determinar que l'ombra de les muntanyes properes toca primer la torre a la posta de sol del solstici d'estiu i després s'esté per tota la ciutat. Tenint en compte que no es coneixen conflictes a la zona en el moment de la construcció, s'ha posat en dubte el propòsit defensiu tant de la torre, com del mur i de la fossa. No s'hi han trobat enterraments i, per tant, s'han descartat les teories de la necròpoli.
Barkai va argumentar que l'estructura podria haver servit per a despertar por i inspiració; va argumentar que hauria servit per a convèncer la gent que adoptava una manera de vida més dura (agricultura) i jeràrquica. Va concloure: «Creiem que aquesta torre va ser un dels mecanismes per motivar la gent a prendre part en un estil de vida en comunitat».